# 刘均刚
刘均刚（1963年4月—），男，山东诸城人，中华人民共和国政治人物，曾任山东省林业厅厅长，现任山东省政协副主席，第十三届全国政协委员。